# Пагондас (Эвбея)
Паго́ндас (греч. Παγώντας) — село в Греции, в центральной части острова Эвбея. Административно относится к общине Дирфис-Месапия в периферийной единице Эвбея в периферии Центральная Греция. Расположен на высоте 415 м над уровнем моря. Население 48 человек по переписи 2011 года.

## Сообщество
Сообщество Пагондас (Κοινότητα Παγώντα) создано в 1924 году (ΦΕΚ 212Α). В сообщество входят села Маркате и Неос-Пагондас. Население 100 человек по переписи 2011 года. Площадь 64,648 км².
| Населённый пункт | Население (2011), человек |
| ---------------- | ------------------------- |
| Маркате          | 49                        |
| Неос-Пагондас    | 3                         |
| Пагондас         | 48                        |

## Население
| Год  | Население, человек |
| ---- | ------------------ |
| 1991 | 99                 |
| 2001 | 61                 |
| 2011 | ↘ 48               |